# アドヘシン
アドヘシン（Adhesin）とは、細胞表面または付属器官の構成物質であり、他の細胞または物体表面（通常、感染または共生している宿主の体表）への接着か付着を促進する化学物質である。
アドヘシンは病原性因子の1つでもある。
付着は、細菌が新しい宿主へ移動して生息するために必要な段階であり、細菌による感染症や疾病に不可欠な段階である。細菌の接着やそれを可能にするアドヘシンは感染症の予防や治療のための研究対象である。

## 概要
細菌は通常、何らかの物体表面に付着し、その表面と関連しあいながら生息する。その物体表面が細菌にとって都合の良いニッチ環境であるならば、その場所に留まり続けることがその細菌の生存にとって重要である。しかし、物体表面から細菌を剥離させようとする力として、細菌は頻繁に外部からの剪断応力を受ける。アドヘシンはこの剪断応力により細菌が物体表面から離脱することを防ぐ。ただし、アドヘシン自体は粘着物質として機能しない。植物の根組織や哺乳動物の涙管、歯のエナメル質といった特定の物体を標的とし、特異的な表面認識分子として働く。

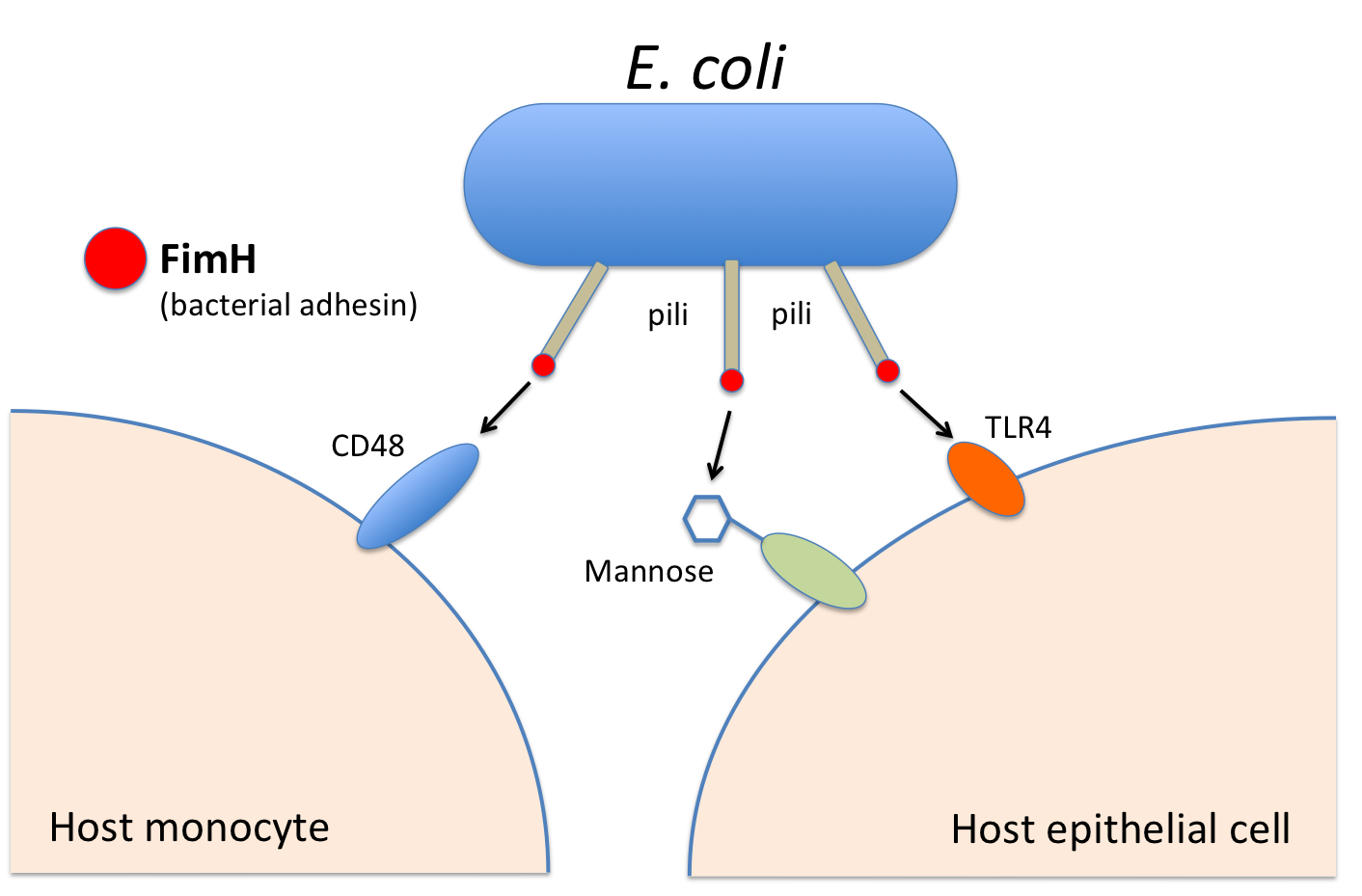
FimHは、Escherichia coli などの細菌の線毛（pill）先端のアドヘシンが宿主細胞表面とその受容体(ヒトタンパク質CD48とTLR4、あるいはマンノース残基)と結合することを助ける。

腸内細菌科（Escherichia coliなど）やその他特定の細菌は線毛という付着のための小器官を持ち、線毛の先端にアドヘシンタンパク質を持つ。グラム陽性細菌では、細胞表層のタンパク質または多糖が標的特異的なアドヘシンである。多くの細菌は複数の接着因子を産生し、アドヘシンはそれらの接着因子の総称を指す。
アドヘシンは病原細菌や腐生細菌で発現する。このことはアドヘシンが重要な病原性因子であることを意味する。

## 構造
進化の過程で細菌ごとに標的に接着する手段が異なり、アドヘシンには多種多様なタイプや分類が存在する。
典型的なアドヘシンは線毛や性繊毛に付属している。細菌アドヘシンは主に膜内構造タンパク質で構成されており、このタンパク質はいくつかの膜外アドヘシンが結合するための足場となる。しかし、CFA1線毛の場合は異なり、構造タンパク質が細胞外マトリックスに伸長しているとき、構造タンパク質自身が接着の役割を持つ。

### FimHアドヘシン
最も解析が進んでいるアドヘシンは1型線毛FimHアドヘシンである。このアドヘシンはD型マンノース感受性接着を担う。細菌はFimHアドヘシンを合成する際、300個ものアミノ酸から成る前駆タンパク質を合成する。そして、いくつかのシグナルペプチドを除去してこのタンパク質を最終的に279アミノ酸残基に加工する。FimHの成熟過程はFimHを1型線毛の構成要素とするために行われ、細菌細胞表面で見られる。
1999年、FimHの構造はX線結晶構造解析によって決定された。FimHには2つのドメインがある。接触している物体表面の認識をN末端の接着ドメインが主に役割とし、C末端ドメインはアドヘシン自身を線毛等器官に組み込ませる。2つのドメインは4個のペプチドによるループ構造によってつながっている。また、炭水化物と結合するためのポケットがN末端接着ドメインの先端に確認されている。この基本的な構造は1型線毛アドヘシンで保存されている。in vitroでの変異導入はC末端ドメインの特異性を付与し、二重曲げ部位とそれに関連した接着表現型を伴う細菌接着をもたらす。

## 病原性因子として
病原細菌の多くは宿主細胞への特異的な接着を主な病原性因子として活用する。これまで、特定の受容体に特異的なアドヘシンが多数同定されている。多くの病原細菌は異種のアドヘシンの組み合わせを発現することがある。この組み合わせの中から特定のアドヘシンをそれぞれ感染過程における特定の時期に発現させる。この発現調節は、病原性発生の初歩段階である接着過程において重要である。組み合わせの中の1つのアドヘシンを阻害することで細菌の病原性を喪失させることは多くの例で示されている。したがって、感染症の対策の1つとしてアドヘシンの失活が研究されている。

## アドヘシンを標的としたワクチン
ワクチン開発のためのアドヘシンの研究は、アドヘシンの結合を防ぐ成分が免疫機構の重要な位置にあることが明らかとなって始まった。アドヘシンはしばしば感染に不可欠な要素であり、細菌細胞の表面に存在し、抗体が容易に接近することができるためワクチンの候補として魅力的である。
抗アドヘシン抗体研究の有効性は、尿路疾患性Escherichia coli (UPEC)のアドヘシンであるFimHの研究で示されている。第三世界の児童は生後3年以内に、下痢症に関わるE. coliの感染に苦しめられており、この3年間を生き残れば感染率は大きく減る。この後天的な免疫は主に細菌アドヘシンに直接対するものであることが分かっている。
クランベリージュースカクテルの摂取はUPECアドヘシンの活性を阻害する可能性がある。
アドヘシンを標的とした感染症対策においてはいまだ課題が多い。第一に、同じヒト組織でも、その感染症に関わるアドヘシンは膨大に存在することである。次に、個々の細菌においても異なる時期、異なる場所で、異なる環境因子をトリガーとして異なるタイプの複数のアドヘシンを産生する。最後に多くのアドヘシン(例えばNeisseria gonorrhoeaeのアドヘシン)は、同じクローン細胞でさえ免疫学的に異なる抗原性を示す。
動物モデルにおいては、FimH抗体による受動免疫とワクチン接種はUPECのコロニー形成を有意に減少させた。現在米国で使用が認可されている無細胞百日咳ワクチン4種のうちの3つは、Bordetella pertussisアドヘシンFHAおよびパータクチンである。また、抗アドヘシン抗体は尿路感染症に対して利用されている。さらに、マウスにおいて、合成FimHアドヘシンペプチドの使用はE. coli による泌尿器粘膜への感染を妨げる。

## 例

### Drファミリー
アドヘシンのDrファミリーは血液型におけるDR座抗原に結合する。このファミリーには線毛に付属するものもそうでないものもあり、尿路感染性Escherichia coli による尿路への接着を媒介する。この接着は、細菌の周囲に巻き付くほど細胞長をアドヘシンが長く発達させることにより誘導される。また、マンノース耐性の赤血球凝集表現型を与える。これはクロラムフェニコールによって阻害することができ、成熟タンパク質のN末端がクロラムフェニコール感受性部分である。また、Drファミリーアドヘシンは、PI3キナーゼを含むいくつかのシグナル伝達カスケードの活性化を誘導する。
Drファミリーアドヘシンは、膀胱炎および妊娠に関連した腎盂腎炎に関係する。

### 多価接着分子
多価接着分子(Multivalent Adhesion Molecules：MAMs)は、大腸菌 E. coliやビブリオ属 Vibrio（コレラ菌や腸炎ビブリオを含む）、エルシニア属 Yersinia（ペスト菌などを含む）、緑膿菌 Pseudomonas aeruginosa などのグラム陰性細菌で広く見出されているアドヘシンファミリーである。MAMは、宿主組織の細胞外マトリックスタンパク質や負電荷脂質と特異的に結合する哺乳類細胞侵入(mammalian cell entry： MCE)ドメインの縦列反復を含む。MAMは多くの臨床上重要な病原菌に豊富に存在するため、予防や治療のための抗感染症薬の標的として注目されている。MAMを標的とした阻害剤の使用は、ネズミの火傷における多剤耐性Pseudomonas aeruginosa の繁殖菌数を有意に減少させる。

### 淋菌 (Neisseria gonorroheae)
淋病の起因菌である淋菌 (Neisseria gonorrhoeae) はほぼ人のみを宿主とする病原菌である。N. gonorrhoeae の病原性因子は4型線毛アドヘシンである。線毛を発現する菌株だけが病原性を持つ。この細菌は、免疫細胞の1種の多形核好中球に対して高い生存率を示す。それだけでなく、アドヘシン線毛を使って多形核好中球に入り込み、好中球の食作用から自分自身を隠す。この能力は上皮細胞層全体に感染を広げることを助ける。

### 大腸菌 (Escherichia coli)
下痢の原因菌として最もよく知られている大腸菌 (Escherichia coli) はヒトの腸組織においてK88とCFA1を発現する。これらは、ヒトの腸内層に結合するためのタンパク質である。また、尿路感染症のおよそ90%が尿路感染性E. coli(UPEC)を原因とする。UPECの95%が1型線毛を発現する。
E. coliを含む多くの細菌はスフィンゴ糖脂質を結合の標的とする。尿路感染性E. coliのアドヘシンは、α-1,4-ガラビオースを糖鎖の末端に持つ糖脂質（Gb3Cerなど）、あるいは、α-1,4-ガラビオースを糖鎖の内部に持つGb4Cer（グロボシド）やフォルスマン抗原などの糖脂質に結合する。このような標的分子をイソレセプターと呼ぶ。菌種によってアドヘシンの特異性が異なり、I型-アドヘシン（マンノース特異的）、P-アドヘシン（ガラビオース特異的）、S-アドヘシン（シアリルガラクトース特異的）などがある。
E. coli のアドヘシンFimHは通常、免疫応答によって現れる抗体に対して高親和性であるが、その親和性を低く変えることで免疫を克服する。この親和性の変換によって、すでに結合した抗体を脱離させることもある。Escherichia coli FimHは、免疫応答のコンホメーション特異性を利用する一例である。病原体の接着における抗体の影響を調べるためのモデルとして利用するためにも、接着を標的としたワクチンの開発が望まれている。

### プロピオン酸菌 (Propionibacterium)
皮膚炎の原因菌として知られるプロピオン酸菌属 (Propionibacterium) は糖脂質糖鎖のラクトース部位を認識して結合する。同じくラクトース部位を持つラクトシルセラミドやアシアロGM1（GA1）やアシアロGM2（GA2）にも結合する。ただし、脂質部分（セラミド）の一部に水酸基が外れているような糖脂質には結合しない。